# Karl Musil

Karl Musil (2005)

Karl Musil (* 3. November 1939 in Wien; † 14. Oktober 2013) war ein österreichischer Solotänzer. Er war erster Solotänzer der Wiener Staatsoper, Leiter der Abteilung 12 (Ballett) am Konservatorium Wien und Präsident des Österreichischen Tanzrats.

## Leben und Wirken
Nach vierjährigem Besuch einer tschechischen Volksschule war Musil vier Jahre auf einer Hauptschule in Wien. Von 1947 bis 1953 war er Balletteleve der Wiener Staatsoper, drei Jahre ließ er sich an der Schauspielschule Helmuth Krauss ausbilden und hatte darüber hinaus acht Jahre Violin- sowie vier Jahre Klavierunterricht. Außerdem absolvierte er ein dreijähriges Gesangsstudium bei Brabbeé.
Seine Ballett-Ausbildung erfolgte bei Adele Krausenecker, Risa Dirtl, Gordon Hamilton, Georgia Hiden, Harris Plucis, Rene Bon, Matlyn Gavers, Oprea Petrescu, Alex Ursuliak, Carlos Gacio, Richard Adama, Arrol Adison, Andrew Hardie, Nora Kiss, Eduard Caton, Hector Zaraspe, Assaf Messerer.
Seit 1953 war Musil Mitglied des Wiener Staatsopernballetts. 1957 wurde er Entreetänzer, 1958 Solotänzer und 1965 erlangte er den Titel Erster Solotänzer (Rollenfach: danseur noble). In diesen Jahren tanzte er sämtliche Hauptrollen des klassischen Fachs im Repertoire der Wiener Staatsoper. Später wechselte er ins Demicharakterfach.
Als Gastmitglied trat er beim London‘s Festival Ballet, Royal Ballet Covent Garden, London. Ballet de France Paris-Janine Charrat, Opernhaus Nizza, Monte Carlo. Chicago Opera Ballet, Harknessballet New York, Ballet Spectacular. Finnisches Nationalballett, Gastspiel Tournee Südamerika Teatro Colon, Stuttgarter Ballet, Opernhaus Hannover, Kiel und München. Staatsoper Brünn, Gastspiele Gran Teatre del Liceu, Barcelona. Teatro Fenice, Venedig auf.
Zu Musils Tanzpartnerinnen zählten: Dame Margot Fonteyn, Svetlana Beriosova, Irina Borowska Musil, Claude Bessy, Tessa Beaumont, Janine Charrat, Marta Drottnerova, Cynthia Gregory, Beryl Grey, Marcia Haydée, Vera Kirova, Doris Laine, Genia Melikova, Patricia Neary, Arija Nieminen, Lillianne van der Velde, Galina Samsova, Evelyn Téri und Edeltraud Brexner sowie Gisela Cech, Susanne Kirnbauer, Judith Gerber, Lisl Maar, Lilly Scheuermann, Erika Zlocha, Christl Zimmerl, Christl Gaugusch, Marie-Luise Jaska.

## Ballettfilme
- Medusa, Hotel Sacher, Coppelia, Josephs Legende (Unitel), verschiedene Edukationsfilme, Neujahrskonzerte des ORF, Francesca da Rimini, Berlin.

## Choreographien
Als erste Choreographie entstand für die Oper Graz ("4+4" Bläserquartett, Gioachino Rossini; Protagonisten: Michael Birkmeyer, G. Dirtl, M. L. Musil, K. Musil). Im Rahmen des SPECTACVLVMS: Salome im Elend (Meinhard Rüdenauer), Franz von Assisi (Jean Baptiste Lully), Il Combattimento di Tancredi e Clorinda (Claudio Monteverdi), Die beiden Kronen (Gerhard Fromme), Der Engel sprach (Paul Kont) Universitätskirche Wien.
Seit 1975 war Musil choreographischer Mitgestalter des Aschermittwochs: Künstler in der Michaelerkirche, Wien mit S. Kirnbauer, M. Birkmeyer, Ch. Musil, L. Scheuermann, Ch. Tichy, J. Seyfried, W. Grascher, Ch. Rovny und E. Téri.

## Persönliches
Beim Absturz eines Jets des Österreichischen Bundesheeres auf sein Haus wurden er und seine Frau lebensgefährlich verletzt. Auch seine beiden Kinder erlitten schwere Verbrennungen. Siehe Saab 105 – Zwischenfälle. Er musste verletzungsbedingt seine Karriere beenden. Sein letzter Auftritt war 1983 als Engel in der Josephs Legende von Richard Strauss und John Neumeier.
Musil liegt auf dem Neustifter Friedhof (D-3-13) in Wien begraben.

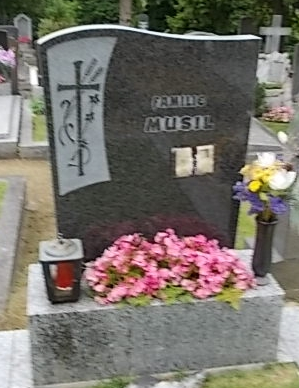
Grabstätte von Karl Musil

Seine Tante Julia Drapal (1917–1988) war Primaballerina der Wiener Staatsoper, sein Bruder Ludwig Musil (* 1941) wurde 1972 ebenfalls Erster Solotänzer an der Wiener Staatsoper.

## Auszeichnungen
- 1969: Silbernes Ehrenzeichen Republik Österreich[4]
- 1983: Ehrenkreuz für Wissenschaft und Kunst I. Klasse